# 卡斯坦·查爾斯·沙巴西亞
卡斯坦·查爾斯·沙巴西亞（英語：Carsten Charles Sabathia，暱稱為，1980年7月21日—）是美國職棒大聯盟球員，曾效力於克里夫蘭印地安人、密爾瓦基釀酒人、紐約洋基，守備位置是先發投手，在台灣給他一個外號叫「沙胖」。

## 高中生涯
- 他出生於加州瓦列霍（Vallejo, California），就讀邁阿密珊瑚公園高中（Miami Coral Park Senior High School）時參加棒球、籃球及美式足球比賽。高三那年獲得6勝0敗，防禦率0.77的佳績（主投46.2局只被打出14支安打，三振82次）。大聯盟選秀開始前，他被《棒球美國》評選為北加州最好的高中投手新秀。
- 美式足球方面，他是全高中聯賽最佳近端锋。南加州大學等学校曾經提供他大學美式足球的獎學金，而事實上，他也曾簽署一份前往夏威夷大學就讀的意向書（英语：Letter of Intent, LOI）。[1]

## 職棒生涯
- 沙巴西亞在1998年大聯盟選秀被印地安人隊以第一輪（第20順位）選中，並以130萬美元的簽約金正式加盟。
- 2000年入選2000年夏季奧林匹克運動會美國隊的28人預選名單；他在澳洲雪梨主投了一場賽前熱身賽，但並未入選奪得金牌的最終24人名單。
- 2001年球季，正式成為當時大聯盟最年輕的選手，也是出生於1980年代的球員中最先在大聯盟登板的（4月8日）。每九局被擊出7.44支安打，是美聯最高的，但17勝5敗的戰績，則使他的勝率（.773）在美聯排名第三；此外，每九局三振8.53次排名第四，勝投（17）第六，三振（171）則是第七。他在當年新人獎僅負於鈴木一朗。其後繼續以穩定的表現在印地安人隊立足。
- 2002年的三振（149）名列美聯第十。
- 2003年的防禦率（3.60）排名美聯第十，並且入選美聯明星隊。
- 2004年，再度入選明星隊。
- 2005年每九局投出7.37次三振，排名美聯第四；三振（161）排行第七，勝投（15）則是第八。
- 2006年球季的完投是大聯盟之冠（6場）。他的完封場次也是美聯最多（2場），防禦率（3.32）排行第三，*每九局三振數（8.03）名列第六，三振（172）則是第八。
- 2007年5月21日，沙巴西亞對西雅圖水手比賽中，將鈴木一朗三振，寫下生涯第1000次三振；這一年也三度入選明星隊，並且在9月28日成為繼1993年的葛瑞格·麥達克斯（Greg Maddux）以來，最年輕的一百勝投手（27歲69天）。但正規球季拿下19勝，名列賽揚獎熱門人選的他，在季後賽的表現卻大為走樣；分區系列戰對洋基驚險拿下一勝（主投五局失三分，送出四支安打，六次保送），美聯冠軍戰卻吞下兩連敗（主投10.1局，被安打17支，保送七次、三振九次，防禦率高達10.17），導致印地安人被紅襪逆轉淘汰。 （页面存档备份，存于）
- 2008年季中被交易至密爾瓦基釀酒人，球季結束後成為自由球員，12月10日紐約郵報指出，沙巴西亞同意紐約洋基開出7年1.61億美元的合約；這份合約使他成為大聯盟史上投手中不論是總額或平均的最高薪。
- 2009年沙巴西亞拿下19勝8敗的成績，為大聯盟的勝投王。
- 2010年9月18日，沙巴西亞於客場對巴爾的摩金鶯的比賽中，投7局失3分拿下勝投，這是個人職業生涯的第一個20勝。9月28日，沙巴西亞對多倫多藍鳥，主投8.1局只被打3支安打，送出８次三振2次四壞球只掉1分，最終洋基隊6：1打敗藍鳥隊，沙巴西亞拿下本季第21勝，追平派提特在1996、2003年創下隊史上單季獲第二多勝的紀錄，最多勝則是古德利在1985拿下的22勝6敗成績。也幫助洋基打進2010年的（過去16年裡的第15次）季後賽。
- 2013年7月4日，美國國慶日（台灣時間），沙巴西亞在客場對明尼蘇達雙城的比賽裡，主投7局被敲7支安打、送出9次三振，失兩分責失分拿下勝投，此勝投為個人生涯第200勝，為現役第4位達成此紀錄的選手、同時也是活球年代（英语：Live-ball era）之後在第10位於33歲前達到此里程碑者。[2]
- 2018年11月6日，紐約洋基隊以一紙800萬美元的一年約簽回了沙巴西亞。
- 2019年4月31日，沙巴西亞三振掉了John Ryan Murphy，正式送出了個人大聯盟生涯例行賽的第3000次三振，成為了大聯盟史上第17位達成這項里程碑的投手，也是史上第三位飆出3000K的左投手。

## 獎項與紀錄
- 美國職棒明星賽：2003、2004、2007、2010、2011、2012
- 美聯冠軍賽MVP：2009
- 美聯賽揚獎：2007
- 美聯勝投王：2009、2010
- 世界大賽冠軍：2009
- 美聯單月最佳投手：2009年8月、2011年7月

## 投球形式
- 沙巴西亞巔峰時期擁有球質極佳的95英哩快速球，以及由十點鐘墜入四點鐘方向，球速在84到86英哩間的刁鑽滑球，還有從十一點鐘方向掉進五點鐘方向，球速介於79到82英哩的曲球，還有垂直下墜的變速球，變速球也是沙巴西亞三振打者的武器之一。他的控球也非常出色，三振／保送比5.65令人刮目相看。[3]

## 打擊
- 在打擊方面，雖然屬於美國聯盟但卻在跨聯盟比賽敲出的11支安打，到目前為止仍是美聯之冠。（直到大谷翔平為止）

## 季後賽表現
- 沙巴西亞在2001、2007-08季後賽的5場出賽，拿下2勝3敗及防禦率7.92的不及格表現，完全不像拿過賽揚獎的投手，但在2009年加盟洋基隊以後，在季後賽首輪繳出主投6.2局僅失1分、防禦率只有1.35的亮眼成績之外，而在美聯冠軍賽的兩場先發更加出色，16局的投球中僅被敲9安與掉2分，防禦率僅1.13，如此搶眼的戰績，讓他在洋基10月26日於美聯封王後，勇奪本季美聯冠軍賽MVP。[4]

## 瑣事
- 至2007年9月為止，沙巴西亞的生涯勝場數在所有27歲及未滿27歲的現役投手中排名第一。
- 沙巴西亞戴球帽的方式也是一大特色，總是稍微偏向一邊斜戴著。
- 他在加州的住宅曾是MTV台「名人巢」節目（MTV's Cribs）其中一集的場景。
- 2007年3月14日，沙巴西亞接受ESPN訪問時，批判大聯盟未盡更多努力，以確保足夠的非裔美國人選手在大聯盟一展身手，這是一項不曾間斷的危機。[5]

## 職棒生涯成績
| 年度 | 球隊       | 防禦率 | 投球局數 | 勝場 | 敗場 | 救援成功 | 出場數 | 奪三振 | 四死 | 完投 | 完封 | 被安打 | 被全壘打 | WHIP |
| 2001 | 印地安人隊 | 4.39   | 180.1    | 17   | 5    | 0        | 33     | 171    | 95   | 0    | 0    | 149    | 19       | 1.35 |
| 2002 | 印地安人隊 | 4.37   | 210      | 13   | 11   | 0        | 33     | 149    | 88   | 2    | 0    | 198    | 17       | 1.36 |
| 2003 | 印地安人隊 | 3.60   | 197.2    | 13   | 9    | 0        | 30     | 141    | 66   | 2    | 1    | 190    | 19       | 1.30 |
| 2004 | 印地安人隊 | 4.12   | 188      | 11   | 10   | 0        | 30     | 139    | 72   | 1    | 1    | 176    | 20       | 1.32 |
| 2005 | 印地安人隊 | 4.03   | 196.2    | 15   | 10   | 0        | 31     | 161    | 62   | 1    | 0    | 185    | 19       | 1.26 |
| 2006 | 印地安人隊 | 3.22   | 192.2    | 12   | 11   | 0        | 28     | 172    | 44   | 6    | 2    | 182    | 17       | 1.17 |
| 2007 | 印地安人隊 | 3.21   | 241      | 19   | 7    | 0        | 34     | 209    | 37   | 4    | 1    | 238    | 20       | 1.14 |
| 2008 | 印地安人隊 | 3.83   | 122.1    | 6    | 8    | 0        | 18     | 123    | 34   | 3    | 2    | 117    | 13       | 1.23 |
| 2008 | 釀酒人隊   | 1.65   | 130.2    | 11   | 2    | 0        | 17     | 128    | 25   | 7    | 3    | 106    | 6        | 1.00 |
| 2008 | 小計       | 2.70   | 253.0    | 17   | 10   | 0        | 35     | 251    | 59   | 10   | 5    | 223    | 19       | 1.11 |
| 2009 | 洋基隊     | 3.37   | 230      | 19   | 8    | 0        | 34     | 197    | 76   | 2    | 1    | 197    | 18       | 1.15 |
| 2010 | 洋基隊     | 3.18   | 237.2    | 21   | 7    | 0        | 34     | 197    | 74   | 2    | 0    | 209    | 20       | 1.19 |
| 2011 | 洋基隊     | 3.18   | 237.1    | 19   | 8    | 0        | 33     | 230    | 61   | 3    | 1    | 230    | 17       | 1.23 |
| 2012 | 洋基隊     | 3.38   | 200      | 15   | 6    | 0        | 28     | 197    | 44   | 2    | 0    | 184    | 22       | 1.21 |
| 2013 | 洋基隊     | 4.78   | 211      | 14   | 13   | 0        | 32     | 175    | 65   | 2    | 0    | 224    | 28       | 1.37 |
| 2014 | 洋基隊     | 5.28   | 46.0     | 3    | 4    | 0        | 8      | 48     | 10   | 0    | 0    | 58     | 10       | 1.48 |
| 2015 | 洋基隊     | 4.73   | 167.1    | 6    | 10   | 0        | 29     | 137    | 50   | 1    | 0    | 188    | 28       | 1.42 |
| 2016 | 洋基隊     | 3.91   | 179.2    | 9    | 12   | 0        | 30     | 152    | 65   | 0    | 0    | 172    | 22       | 1.31 |
| 2017 | 洋基隊     | 3.69   | 148.2    | 14   | 5    | 0        | 27     | 120    | 50   | 0    | 0    | 139    | 21       | 1.27 |
| 2018 | 洋基隊     | 3.65   | 153.0    | 9    | 7    | 0        | 29     | 140    | 51   | 0    | 0    | 150    | 19       | 1.31 |
| 2019 | 洋基隊     | 4.95   | 107.1    | 5    | 8    | 0        | 23     | 107    | 39   | 0    | 0    | 112    | 27       | 1.41 |
| 合計 | 19年       | 3.74   | 3577.1   | 251  | 161  | 0        | 561    | 3093   | 1099 | 38   | 12   | 3404   | 382      | 1.26 |

## 個人資訊
- 體重290磅（大聯盟官方網站），是大聯盟中體重最重的現役選手。
- 身高6呎7吋。
- 2000年，他將自己的名字以制服背號的形式，用大號字母刺青在背上。
- 沙巴西亞在剛開始職棒生涯時，曾與網球明星小威廉絲約會。[6]
- 他和表兄弟2002年在克里夫蘭的一間旅館遭到搶劫，在槍口下損失價值44,000美元的珠寶和現金。[7]
- 沙巴西亞曾在甘泉（Sweetwater）居住過，目前在110街上還擁有一座豪華的宅第。
- 他的祖先來自尼加拉瓜。

## 外部連結
- 球員資訊和成績在MLB ，ESPN ，Retrosheet ，Baseball Reference ，Baseball Reference (Minors) ，Fangraphs ，The Baseball Cube ，Baseball Almanac （英文）

| 前任： 克里夫·李   | 美國聯盟勝投王 2009年、2010年 （與賈斯丁·韋蘭德和赫南德茲並列） | 繼任： 賈斯丁·韋蘭德 |
| 前任： 尤漢·山塔納 | 美國聯盟賽揚獎 2007年                                           | 繼任： 克里夫·李     |